# Домашний чемпионат Великобритании 1959/1960
Домашний чемпионат Великобритании 1959/60 (англ. 1959–60 British Home Championship) — шестьдесят пятый розыгрыш Домашнего чемпионата, футбольного турнира с участием сборных четырёх стран Великобритании (Англии, Шотландии, Уэльса и Северной Ирландии). Победу в турнире одержали сборные Шотландии, Англии и Уэльса, набравшие равное количество очков.
Турнир начался 3 октября 1959 года в Белфасте, когда сборная Шотландии на выезде разгромила ирландцев (0:4). 17 октября Уэльс в Кардиффе сыграл вничью с Англией (1:1). 4 ноября Шотландия не смогла обыграть Уэльс в Глазго (1:1). 18 ноября Англия в Лондоне обыграла Северную Ирландию (2:1). 6 апреля 1960 года Уэльс в Рексеме обыграл Северную Ирландию (3:2), а три дня спустя шотландцы и англичане сыграли вничью в Глазго (1:1). Таким образом, сразу три команды набрали по четыре очка и «разделили» победу в турнире между собой (дополнительные показатели типа разницы голов тогда ещё не использовались).

## Турнирная таблица
| Поз | Команда           | И | В | Н | П | МЗ | МП | РМ | О |
| --- | ----------------- | - | - | - | - | -- | -- | -- | - |
| 1   | Шотландия (Ч)     | 3 | 1 | 2 | 0 | 6  | 2  | +4 | 4 |
| 1   | Англия (Ч)        | 3 | 1 | 2 | 0 | 4  | 3  | +1 | 4 |
| 1   | Уэльс (Ч)         | 3 | 1 | 2 | 0 | 5  | 4  | +1 | 4 |
| 4   | Северная Ирландия | 3 | 0 | 0 | 3 | 3  | 9  | −6 | 0 |

## Результаты матчей
| Северная Ирландия | 0:4     | Шотландия                                               |
| ----------------- | ------- | ------------------------------------------------------- |
|                   | (отчёт) | - Леггат 25′ - Хьюи 34′ (пен.) - Уайт 41′ - Малхолл 54′ |

| Уэльс   | 1:1     | Англия    |
| ------- | ------- | --------- |
| Мур 89′ | (отчёт) | Гривз 25′ |

| Шотландия  | 1:1     | Уэльс     |
| ---------- | ------- | --------- |
| Леггат 46′ | (отчёт) | Чарльз 8′ |

| Англия                   | 2:1     | Северная Ирландия |
| ------------------------ | ------- | ----------------- |
| - Бейкер 16′ - Пэрри 90′ | (отчёт) | Бингем 89′        |

| Уэльс                              | 3:2     | Северная Ирландия                     |
| ---------------------------------- | ------- | ------------------------------------- |
| - Медуин 4′ 57′ - Джонс 65′ (пен.) | (отчёт) | - Бингем 67′ - Бланчфлауэр 80′ (пен.) |

| Шотландия  | 1:1     | Англия              |
| ---------- | ------- | ------------------- |
| Леггат 17′ | (отчёт) | Чарльтон 49′ (пен.) |

## Победитель
| Победитель Домашнего чемпионата 1959/60 |
| Шотландия Тридцать второй титул         |

| Победитель Домашнего чемпионата 1959/60 |
| Англия Тридцать восьмой титул           |

| Победитель Домашнего чемпионата 1959/60 |
| Уэльс Одиннадцатый титул                |

## Бомбардиры
- 3 гола
  -  Грэм Леггат

- 2 гола
  -  Билли Бингем
  -  Терри Медуин